# Groutiella reesei
Groutiella reesei là một loài Rêu trong họ Orthotrichaceae. Loài này được (Vitt) B.H. Allen mô tả khoa học đầu tiên năm 2002.